# Петушиное сердце (фильм)
«Петушиное сердце» (фр. Cœur de coq) — французская кинокомедия, снятая режиссёром Морисом Клошем в 1946 году на студии Gaumont.
Премьера фильма состоялась 27 декабря 1946 года.

## Сюжет
Застенчивый Тюлип Барбару работает рабочим в типографии. Он влюблён в Лулу, дочь своего босса, который столкнулся с серьёзными финансовыми проблемами. Если Лулу выйдет замуж на богатого жениха, отец будет спасён.
Парень стесняется пригласить девушку на свидание и, учитывая, то что он небогат, в отчаянии решает покончить с собой.
В это время его путь пересекает с учёным, подопытным кроликом которого он станет: доктор, пытаясь вылечить его, собирается имплантировать ему сердце петуха. В результате Тюлип внезапно делается неотразимым для женщин.

## В ролях
- Фернандель — Тюлип Барбару, печатник
- Мирей Перри — графиня Вера
- Жизель Альсе — Лулу Турнезоль
- Жан Темерсон — Станислав Пугляскофф
- Марсель Валле — Турнезоль, руководитель типографии
- Максимильен — мадам Эстель
- Анри Ариус — Лакорбьера
- Дарселис
- Марта Марти
- Лоретт Галлант
- Поль Азайс — Серафин
- Жак Элиан
- Мишель Роджер
- Мария Аранда
- Кора Камоин
- Анри Дублье
- Лиана Марлен